# 사패지 경계석

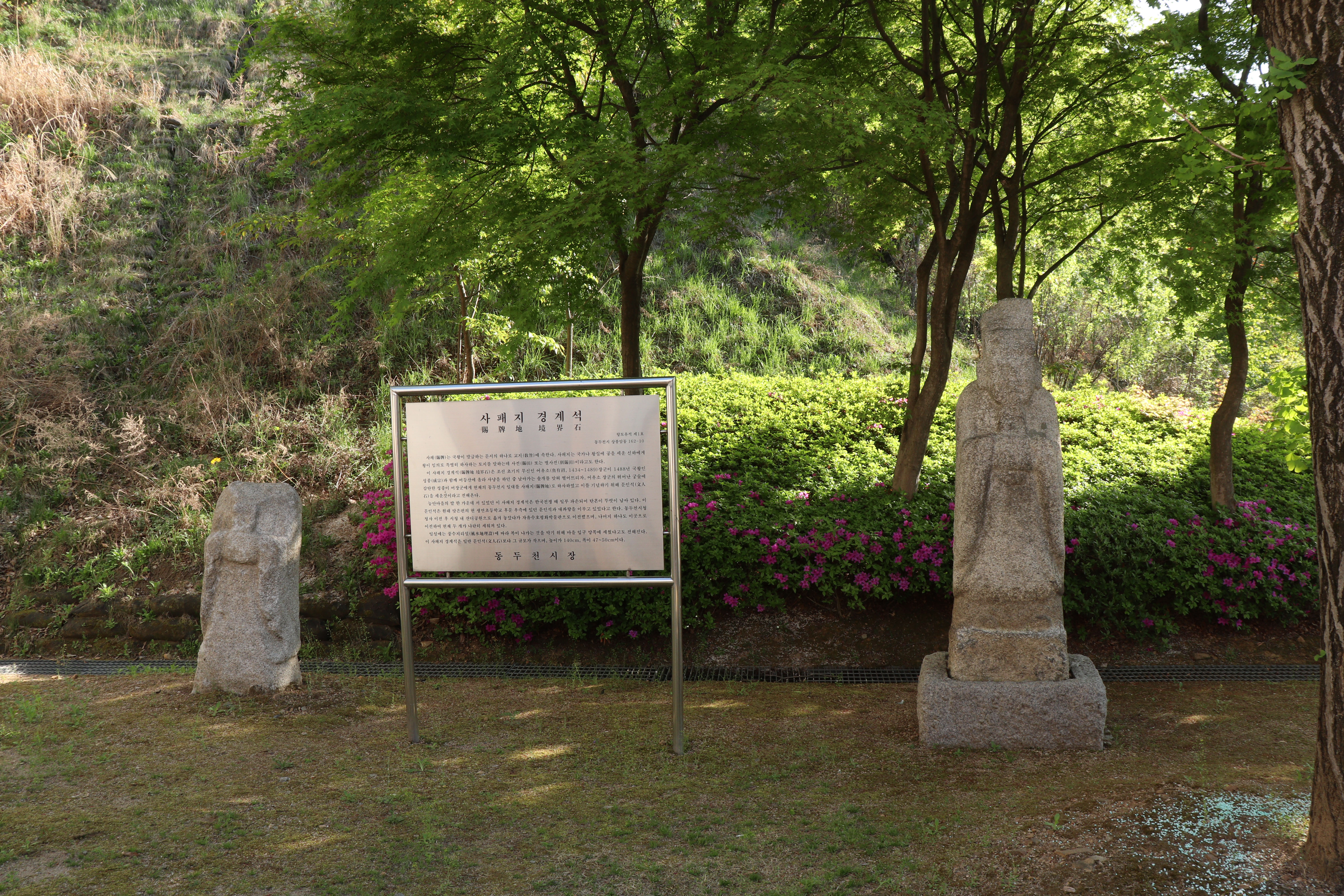

사패지 경계석(賜牌地 境界石)은 조선 전기에 세워진 사패지(賜田)의 경계석이다. 대한민국 경기도 동두천시 상봉암동에 있다. 1986년 4월 28일 동두천시의 향토문화재 제1호로 지정되었다.
사패지 경계석의 위치는 조선 초기의 무신(武臣) 어유소(1434년 ~ 1489년) 장군이 1488년 국왕인 성종과 함께 어등산(御登山)에 올라 화살을 쏘아 맞혀 솔개가 떨어진 지점이라 하며, 이로 인하여 현 동두천시 일원을 사패지로 주어 이를 기념하기 위해 세운 것이라고 전해온다. 능안 마을의 밭 한가운데 서 있는 이 사패지 경계석은 일반 무인석보다 그 규모가 작으며 머리 부분은 한국 전쟁 때 일부가 파손되어 탄흔이 역력하다. 높이 140cm, 폭 47 ~ 50cm이다.

## 참고 자료
- 사패지 경계석 - 동두천시 홈페이지